# Elmer Ambrose Sperry

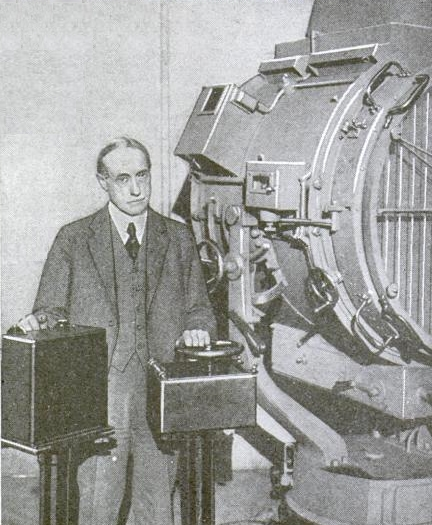
Elmer Ambrose Sperry

Elmer Ambrose Sperry, Sr. (le 12 octobre 1860 – 16 juin 1930) est un inventeur et industriel américain passé à la postérité comme le co-inventeur, avec Hermann Anschütz-Kaempfe, du gyrocompas et comme le fondateur de Sperry Gyroscope Company, l'une des plus importantes compagnies d'avionique de la première moitié du XXe siècle. Ses systèmes de guidage ont été adoptés par la Marine américaine et ont servi au cours des deux guerres mondiales. Il a aussi collaboré avec des sociétés japonaises.

## Biographie
Sperry, fils de Stephen Decatur Sperry (1825–1889) et de Mary Burst (1839-1860 ; morte en couches à sa naissance), est né à Cincinnatus, un village du Comté de Cortland (État de New York) le 12 octobre 1860. D'ascendance anglaise, sa famille était établie en Nouvelle-Angleterre depuis les années 1600, et remontait à un colon anglais du nom de Richard Sperry.
Il a effectué sa scolarité secondaire à l’École d’État de Cortland (New York), puis a fréquenté l'Université Cornell au cours de l’année universitaire 1878-79, et y découvrit le principe des dynamos. Au début de 1880, il déménagea à Chicago, et créa peu après sa société, Sperry Electric Company. Il a épousé Zula Augusta Goodman (1860-1929) à Chicago le 28 juin 1887. Le couple a eu deux enfants : Helen M. Sperry (1889–?) et Edward Goodman Sperry (1890-1945) 
Lawrence Burst Sperry (1892-1925)
Elmer Ambrose Sperry, Jr. (1894-1968) .
Elmer Sperry pilota sa première voiture (de fabrication américaine) à Paris en 1896.
En 1900, Sperry ouvrit un laboratoire d'électrochimie à Washington, D.C. où, avec son associé Clifton P. Townshend, il mit au point un procédé pour produire de la soude caustique pure, ainsi qu'un procédé pour récupérer l’étain des boîtes de conserve usagées. Sperry s'efforça ensuite d'adapter le gyrocompas et les stabilisateurs gyroscopiques aux avions et aux diesels des navires et parvint finalement à évincer les anciens compas à boussole du marché : ainsi, en 1910, il créa à Brooklyn (New York) une nouvelle société, Sperry Gyroscope Company. Sa première centrale gyroscopique fut testée cette année-là à bord du croiseur USS Delaware. La société de Sperry a largement bénéficié des dépenses d'armement des États-Unis au cours des deux guerres mondiales : sa technologie a équipé torpilles, navires de guerre, avions et engins spatiaux. Perry a par la suite étendu ses activités à des domaines connexes comme les viseurs des bombardiers, le guidage de tir, le radar et les drones.
En 1914, l’Aéro-Club de France lui a décerné son prix pour l’invention de l’empennage. La même année, on lui décerne la Médaille Franklin. En 1918, ayant déposé plus de 400 brevets, il met au point un projecteur de forte puissance fondé sur la lampe à arc, qui sera utilisé aussi bien par l'Armée américaine que par la Marine.
En 1923, son fils Lawrence Burst Sperry (1892-1923) disparaît en Mer du Nord dans le crash d'un avion de sa propre conception. Au mois de janvier 1929, il revend Sperry Gyroscope Co. à North American Aviation. Le 31 mars 1930, sa femme s'éteint à La Havane.
Lui-même mourut six semaines après une ablation de calculs rénaux à l'hôpital St. John de Brooklyn (New York), le 16 juin 1930.

## Affiliations
Il était membre des associations suivantes :
- Fondateur et membre attitré de l'American Institute of Electrical Engineers
- Fondateur et membre attitré de l'American Electro-Chemical Society
- American Association for the Advancement of Science
- American Physical Society
- American Society of Mechanical Engineers
- Society of Naval Architects and Marine Engineers
- New York Electrical Society
- American Petroleum Institute
- Edison Pioneers
- National Aeronautical Association
- Aero Club of America
- Engineers' Club
- National Electric Light Association
- Franklin Institute
- Japan Society
- Directeur du Museum of the Peaceful Arts

## Récompenses
On lui a décerné plusieurs prix :
- Aéro-Club de France (1914) pour son stabilisateur
- Médaille Franklin (1914)
- Trophée Collier (1915, 1916)
- Médaille Holley (1927)
- Médaille John Fritz (1927)
- Médaille Albert Gary (1927)
- Médaille Elliott Cresson par le Franklin Institute (1929)
- Deux décorations attribuées par le dernier tsar Nicolas II de Russie ; deux décorations attribuées par l'Empereur du Japon : l’Ordre du Soleil levant et l’Ordre du Trésor sacré; avec cela, le grand prix de l’Exposition de Panama[1].

## Compagnies
- Sperry Electric Mining Machine Company, (1888);
- Sperry Electric Railway Company, (1894);
- Chicago Fuse Wire Company, (1900); and
- Sperry Rail Service (1911) spécialisée dans la détection des défauts des rails.
- Sperry Gyroscope Company (1910), fondée pour fabriquer le gyrocompas amélioré Sperry, inventé à l'origine par Hermann Anschütz-Kaempfe en 1908. Le prototype a été testé à bord du croiseur USS Delaware en 1911.

Ces compagnies donnèrent naissance à Sperry Marine

## Postérité
- Sperry était membre fondateur de l'US Naval Consulting Board (1915).
- En 1916, Sperry s'associa à Peter Hewitt pour le projet d'avion automatique, lointain ancêtre des drones.
- AS-12 porte son nom, de même que le prix Elmer A. Sperry décerné annuellement dans les transports.
- Le Sperry Center building du campus de Cortland.

## Voir également
- Archives Elmer A. Sperry du Franklin Institute contiennent des documents sur l'attribution du prix Franklin de 1914 pour l'invention du gyrocompas.
- Brevet américain n°1279471 relatif au gyrocompas, déposé en juin 1911 et enregistré en septembre 1918
- US patent search page, search for Elmer and Sperry in Inventor name, 1790-present, yields about 160 results—some recent ones are by EA Sperry Jr, earliest ones not found
- (en) « Elmer Ambrose Sperry », sur Find a Grave
- le Hagley Museum and Library fournit un moteur de recherche pour le Fonds Elmer Ambrose Sperry et le fonds photographique Elmer Sperry.